# 苏云 (电影事业家)
苏云（1925年—2005年），男，山西陵川人，中国电影事业家，中国电影家协会原副主席、书记处书记、顾问，长春电影制片厂原厂长。